# Подлесная (Московская область)
Подлесная — деревня в Шатурском муниципальном районе Московской области. Входит в состав Дмитровского сельского поселения. Население — 26 чел. (2013).

## Расположение
Деревня Подлесная расположена в южной части Шатурского района, расстояние до МКАД порядка 146 км. Высота над уровнем моря 132 м.

## Название
В письменных источниках деревня упоминается как Подлесная.
Название связано с расположением деревни рядом с лесом.

## История
Последним владельцем деревни перед отменой крепостного права был князь Вадбольский.
После отмены крепостного права деревня вошла в состав Дубровской волости.
В советское время деревня входила в Бородинский сельсовет.

## Население
| 1858 | 1859 | 1868 | 1885 | 1905 | 1970 |
| ---- | ---- | ---- | ---- | ---- | ---- |
| 192  | →192 | ↗209 | ↗318 | ↗343 | ↘116 |
| 1993 | 2002 | 2006 | 2010 | 2011 | 2013 |
| ↘40  | ↘33  | ↘26  | ↗31  | ↘25  | ↗26  |

## Галерея

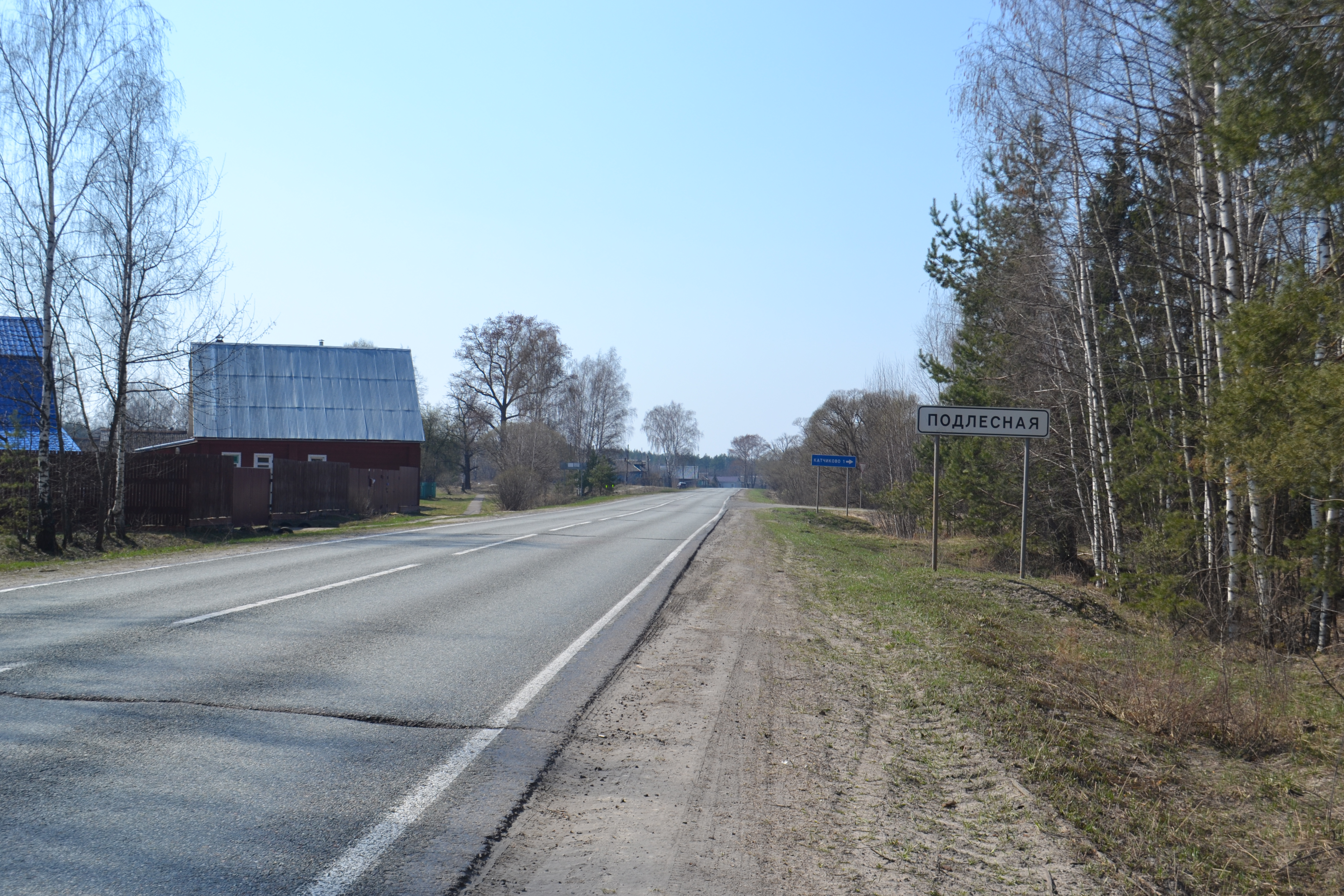
Въезд в деревню
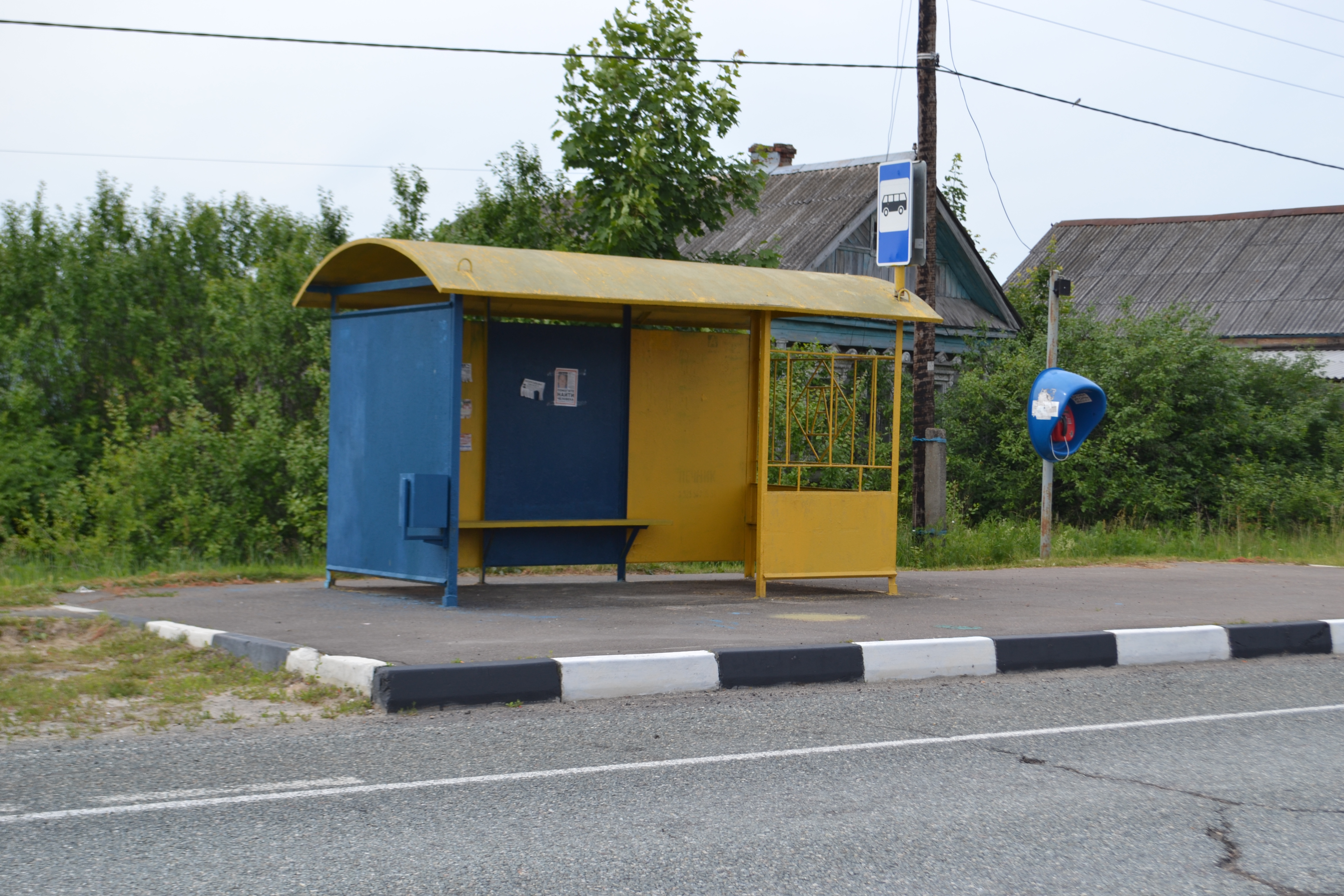
Остановка Подлесная
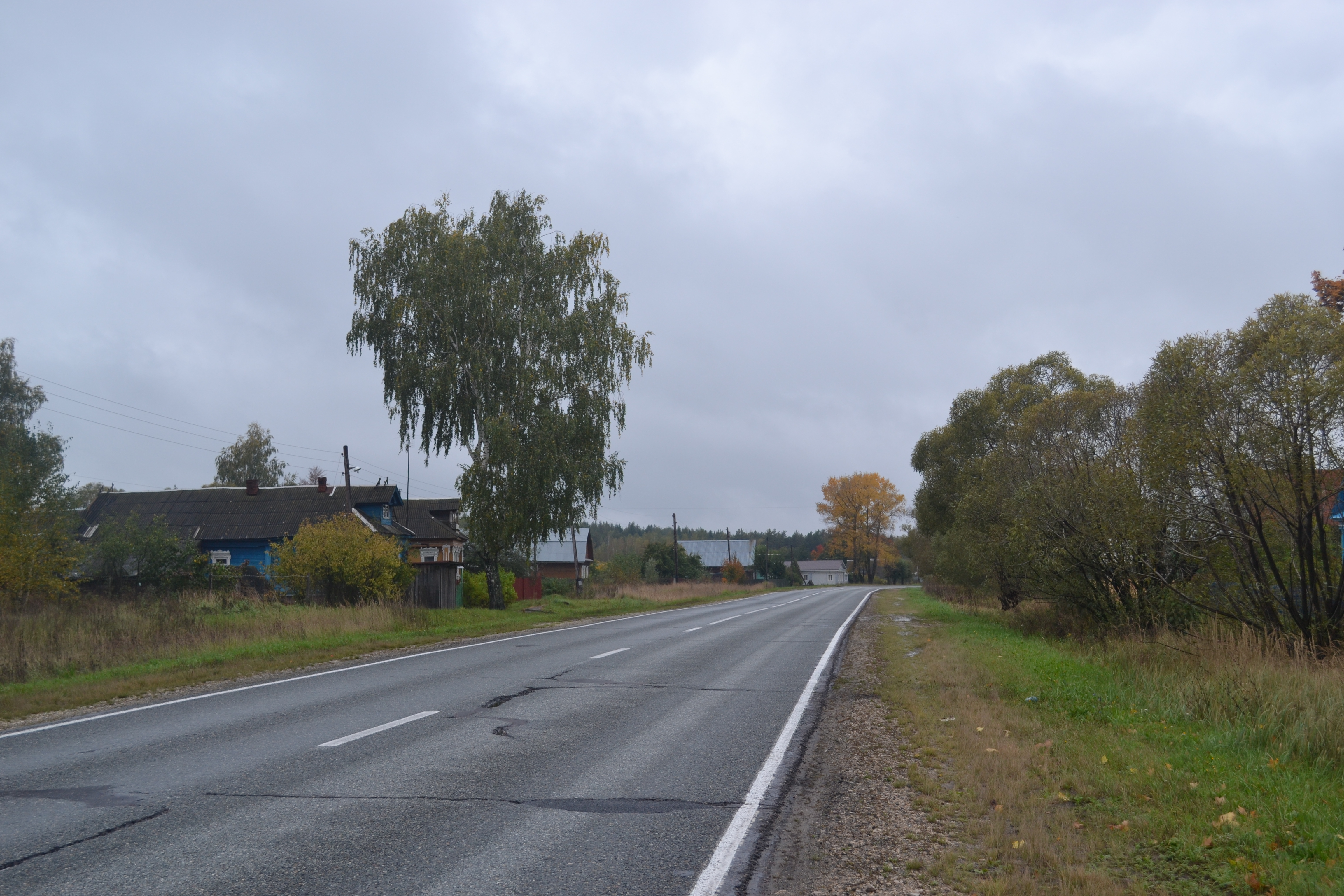
Подлесная
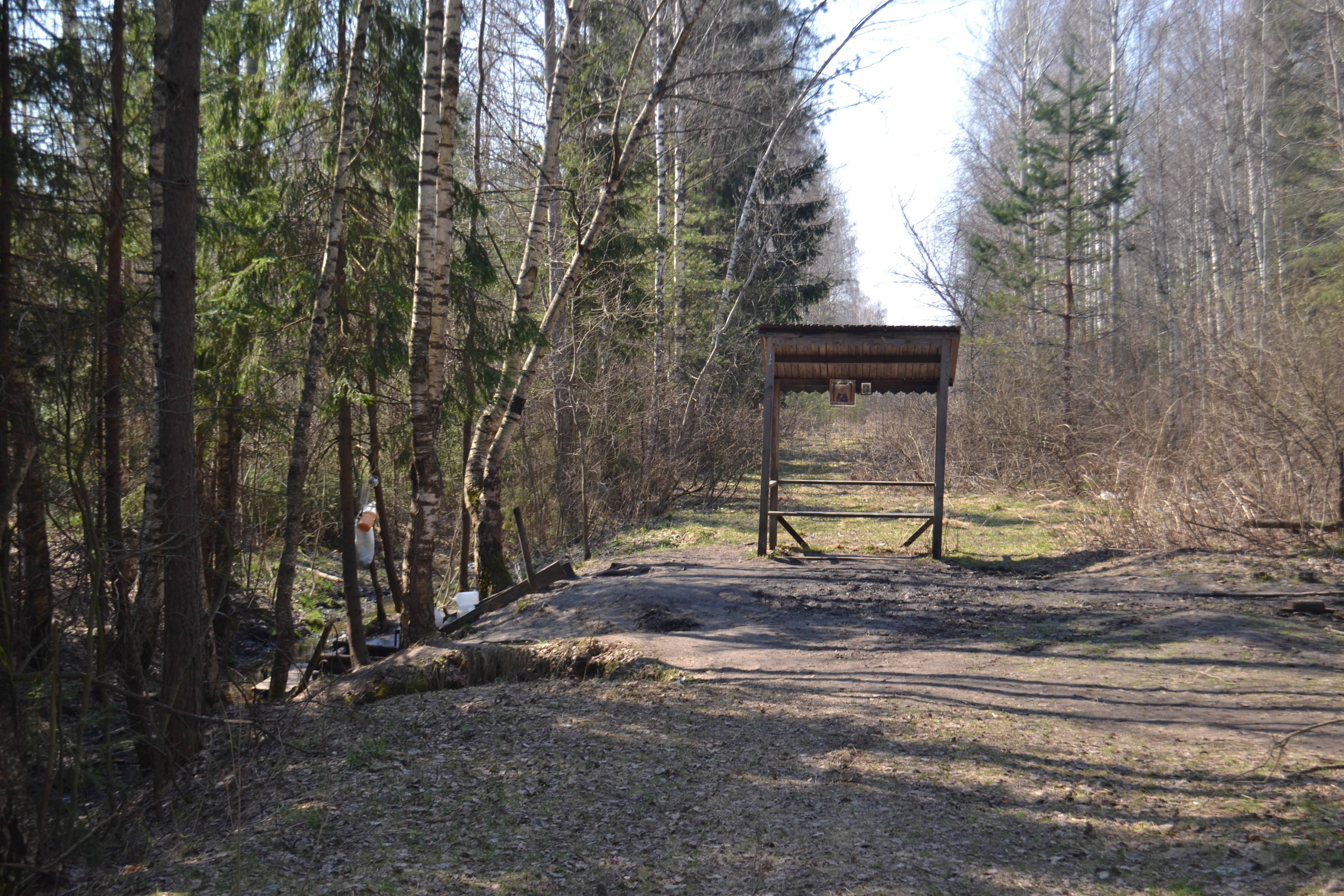
Родник у деревни
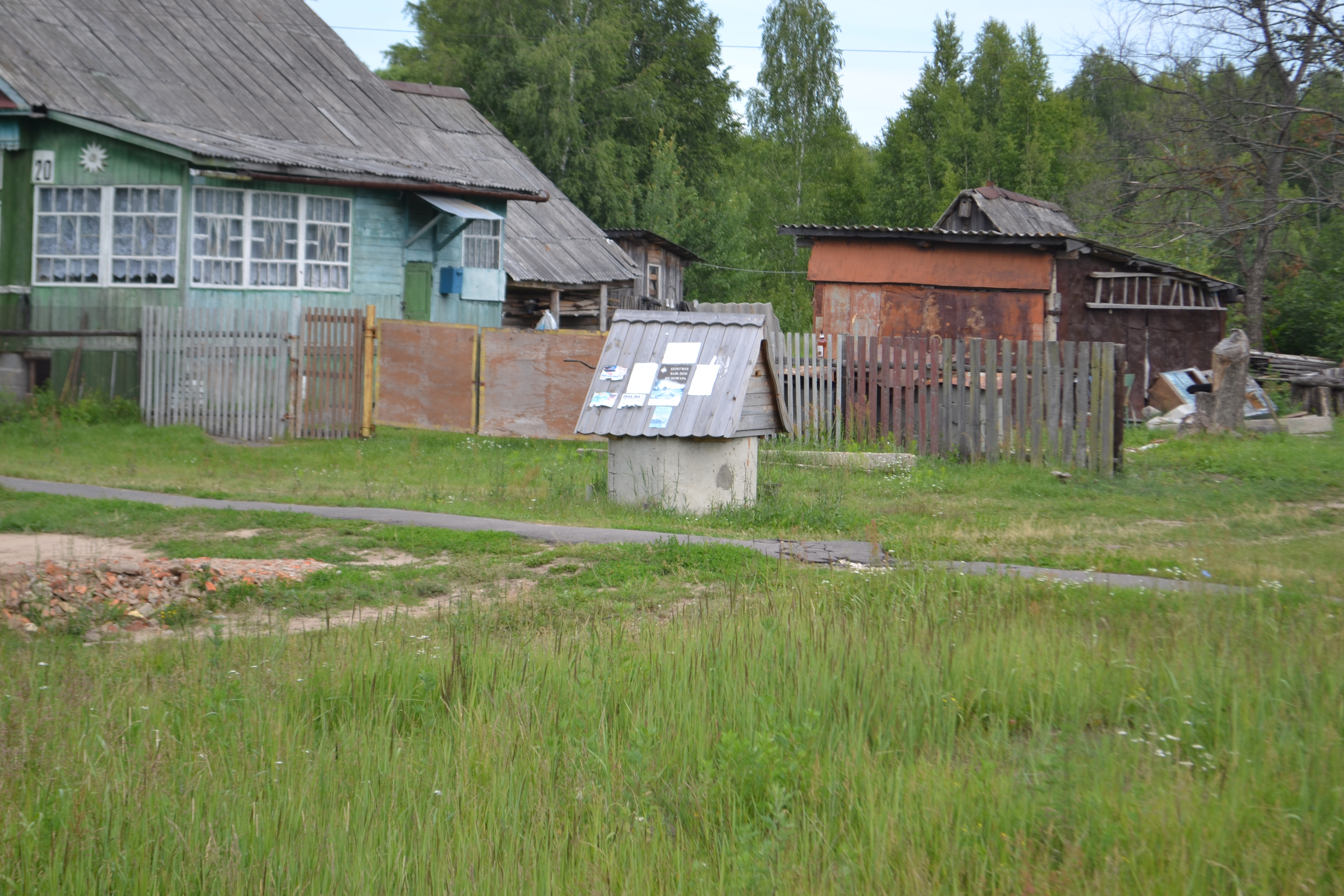
Общественный колодец